# Halanaerobacter
Halanaerobacter è un genere di batterio appartenente alla famiglia delle Halobacteroidaceae.